# Cañón de Mar del Plata
Cañón de Mar del Plata es el nombre que recibe un relieve submarino sudamericano (también conocido como cañón submarino) localizado en el sudeste del océano Atlántico sur. Se sitúa en el borde externo del mar epicontinental denominado mar Argentino —en la zona del talud continental—, justo al sur de la desembocadura del Río de la Plata, aguas afuera de la provincia de Buenos Aires, en el centro-oriente de la Argentina. 
Se encuentra aproximadamente en las coordenadas 38° S 54° O, a 310 km al este de la ciudad argentina de Mar del Plata, de la cual proviene su nombre.

## Características geológicas
Este cañón submarino comunica la plataforma continental sudoriental sudamericana con la inmensa llanura de la zona abisal ubicada inmediatamente hacia el oriente de la misma, conocida internacionalmente con el nombre de cuenca argentina.
El sector más elevado de esta geoforma oceánica parte desde la zona mesopelágica a una profundidad de 500 metros. Al continuar descendiendo se forma un definido cañón, el cual comienza a ampliar el ángulo que distancia las paredes configurando una típica forma en “V”, la cual el mismo presenta desde los 1200 y hasta los 3700 m de profundidad, ya en la zona batial. La pendiente inicial tiene fondos formados por limos arenosos; ya en la zona del cañón aumenta el porcentaje de gravilla y arena. Finalmente, el lecho del área con forma en “V” se compone de fangos, estando las paredes marginales revestidas de rocas.
El Cañón Mar del Plata es un rasgo morfosedimentario autóctono del talud continental, modelado por corrientes de turbidez activas desde el Eoceno, intensificadas durante fases de bajo nivel del mar (etapas glacioeustáticas regresivas). Su configuración actual se habría establecido a partir del Plioceno superior, según la disposición del horizonte reflector N. A diferencia de otros cañones submarinos conectados a sistemas fluviales antiguos, no presenta vínculo con la plataforma continental adyacente, lo que sugiere una escasa o nula influencia fluvial. Tampoco hay evidencia de control tectónico en su conformación. La cabecera del cañón alcanza hasta los 500 metros de profundidad, sin extenderse hacia zonas más superficiales. Estudios con sonda Parasound durante la campaña METEOR M78/3 (2009) no identificaron valles sumergidos ni paleocauces que lo conecten con el continente.

## Características oceanográficas
Es influenciado por dos corrientes marinas: una es cálida, la llamada corriente del Brasil, que aporta aguas desde latitudes menores, especialmente durante el verano austral; la otra es fría, y se denomina corriente de las Malvinas, la cual proviene de latitudes australes.

## Biodiversidad

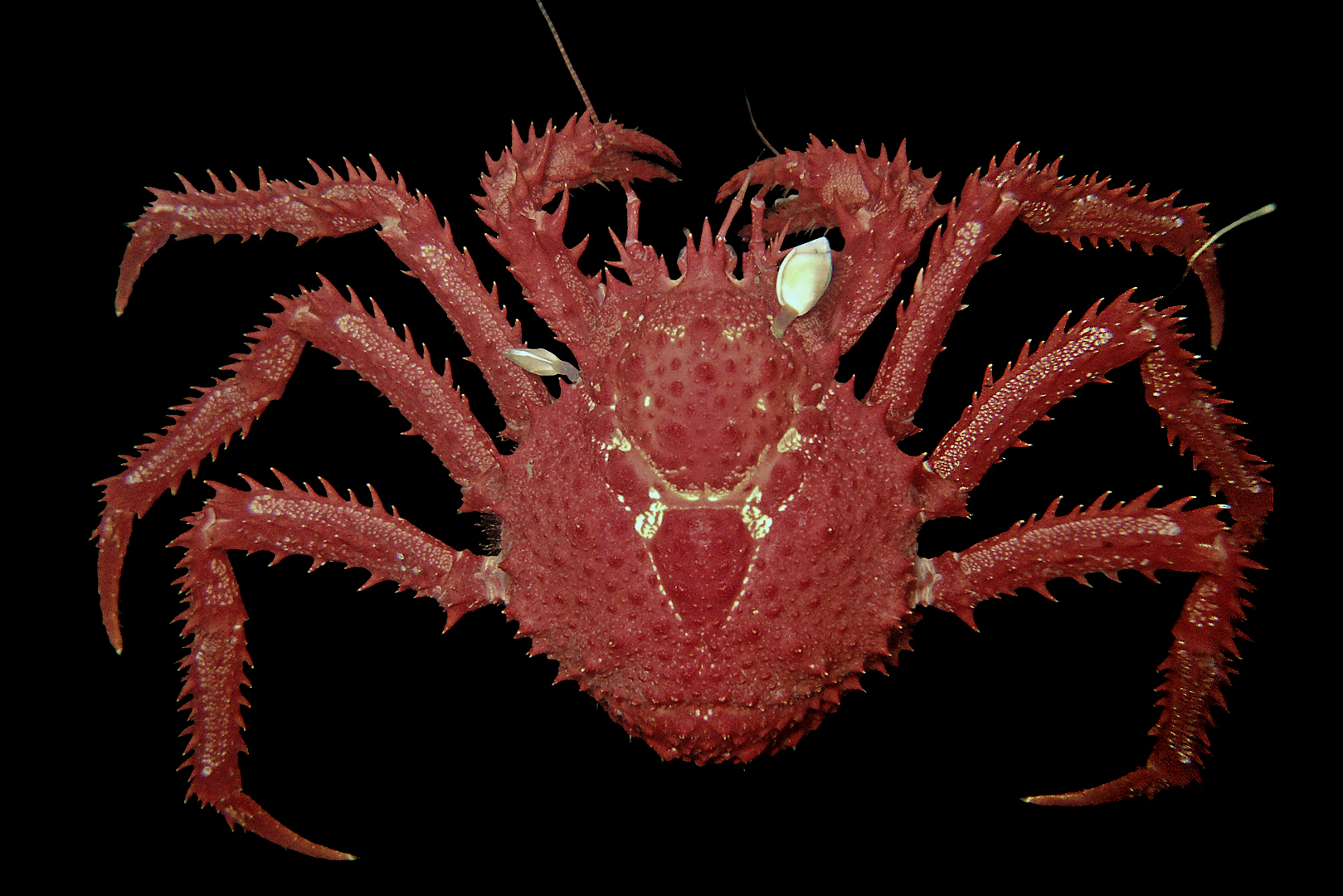
Espécimen del Cañón de Mar del Plata en 2018

Las barrancas rocosas del cañón de Mar del Plata presentan una importante biodiversidad, en gran parte aún poco relevada, aunque diversos estudios realizados durante los primeros lustros del siglo XXI han permitido el descubrimiento de nuevas especies para la ciencia.

### Equinodermos
En el cañón submarino Mar del Plata y sus áreas adyacentes habitan representantes de todas las clases de equinodermos, un grupo marino que incluye organismos como estrellas de mar, ofiuras, erizos y pepinos de mar. Entre ellos, los asteroideos, ofiuroideos y holoturoideos son los más comunes en aguas profundas. La zona alberga especies de notable singularidad, con varios taxones considerados exclusivos de este entorno. Entre los holoturoideos se encuentran Benthodytes violeta, Psolus lawrencei y Paleopatides shumel, este último asociado a masas de agua del Atlántico Norte y de presencia limitada en la región. En cuanto a los equinoideos y asteroideos, destacan Corparva lyrida y Bernasconiaster pipi, respectivamente, ambos conformando géneros nuevos y vinculados a aguas de origen antártico. El potencial de endemismo de estos organismos y sus estrategias reproductivas de baja dispersión, posiciona al cañón como un hábitat de alta relevancia ecológica para los equinodermos en el Atlántico Sudoccidental.

### Moluscos
Los moluscos del cañón de Mar del Plata conforman una de las comunidades más diversas del Atlántico sudoccidental, con cerca de 100 especies de gasterópodos de profundidad identificadas. Se destaca especialmente la presencia del Conoidea, un grupo de depredadores marinos dotados de glándulas de veneno que secretan toxinas altamente potentes en dosis mínimas.
La composición faunística incluye especies de amplia distribución, como el tonoidea del género Laubierina (Gastropoda: Laubierinidae), cuya presencia en el área se asocia a corrientes marinas profundas capaces de transportar larvas de larga vida, y Theta lyronuclea, una especie del Atlántico Norte hallada frente a Mar del Plata. También se ha registrado por primera vez en el Atlántico Sur un ejemplar de Placiphorella (Polyplacophora).
La distribución de los moluscos en el área responde a tres zonas bien delimitadas: la plataforma continental (hasta 350 metros), el talud continental superior (350–2000 metros) y el talud inferior (2000–3000 metros). La profundidad aparece como el principal factor que estructura la comunidad, patrón que también se verifica en bivalvos del género Cuspidaria. La ausencia de especies con afinidad antártica en estos ambientes profundos sugiere que la circulación oceánica, más que la proximidad geográfica, determina la composición faunística.

### Ascidias
En el cañón de Mar del Plata, la ascidiofauna profunda presenta una notable diversidad, con especies como Aplidium marplatensis, Aplidium solitarium y Synoicum molle. Su distribución se organiza en ensambles asociados a zonas delimitadas por la topografía, con un recambio gradual de especies entre áreas contiguas. Varias especies amplían su rango batimétrico conocido, lo que evidencia su capacidad para habitar tanto profundidades mayores como zonas más someras. El hallazgo de un grupo presente a lo largo de toda la extensión del talud sugiere patrones ecológicos complejos, posiblemente vinculados a la exportación de la producción de fitoplancton superficial.

## Expediciones científicas

### Talud Continental I, II y III
Entre 2012 y 2013, el Consejo Nacional de Investigaciones Científicas y Técnicas (CONICET) impulsó las primeras campañas oceanográficas argentinas centradas en el estudio de la fauna de aguas profundas del Atlántico Sudoccidental, especialmente en el cañón submarino Mar del Plata. A bordo del buque Puerto Deseado, las campañas Talud Continental I, II y III permitieron recolectar muestras biológicas desde los 200 hasta los 3500 metros de profundidad, lo que constituyó un hito para la investigación marina en Argentina. Los estudios derivados de estas campañas dieron origen a 62 publicaciones científicas indexadas y 59 presentaciones en congresos nacionales e internacionales, y permitieron el desarrollo de once líneas de investigación. Además, las muestras recolectadas sirvieron como base para numerosas tesis de grado y posgrado, consolidando la formación de recursos humanos en ciencias del mar.
A diez años de estas expediciones, un informe elaborado por el Grupo de Estudios del Mar Profundo de Argentina (GEMPA) compila los resultados más relevantes sobre taxonomía, biología reproductiva, biogeografía y ecología de diversos grupos marinos, muchos de los cuales fueron registrados por primera vez en la región o incluso a nivel global. El informe final destaca la relevancia de estos hallazgos no solo para el conocimiento de la biodiversidad bentónica y las estrategias reproductivas de organismos de aguas profundas, sino también para evaluar el impacto de actividades extractivas y promover políticas de conservación en ambientes marinos profundos del país.

### Talud Continental IV
En julio de 2025, el Schmidt Ocean Institute, con cientificos del CONICET y miembros de  Prefectura como invitados,comenzaron la expedición «Underwater Oases of Mar Del Plata Canyon: Talud Continental IV» (Oasis submarinos del Cañón de Mar del Plata: Talud Continental IV). 
Es la primera vez que en aguas argentinas del Atlántico Sudoccidental se emplea el vehículo operado remotamente (ROV) SuBastian, capaz de capturar imágenes submarinas en ultra alta definición y recolectar muestras sin alterar el entorno. La travesía se desarrolla a bordo del buque de investigación RV Falkor Too, provisto con equipamiento oceanográfico de última generación. La campaña se transmite en vivo por el canal de YouTube del Schmidt Ocean Institute, con imágenes captadas desde profundidades de hasta 3.900 metros.

## Aspectos económicos y ecológicos
El cañón es considerado un corredor ecológico clave y zona de crianza de peces y crustáceos de interés comercial, como langostinos, merluzas y vieiras, que nutre buena parte de las pesquerías nacionales.
Varios organismos hallados allí tienen valor comercial, mientras que muchos otros tienen un rol ecológico crítico en la cadena trófica. No obstante, la región enfrenta amenazas por pesca de arrastre y exploraciones sísmicas con fines petroleros en bloques cercanos (CAN-107, CAN-109) por empresas como Equinor y Shell.
Anteriormente el pozo Argerich X1 (bloque CAN-100, operado por Equinor) fue declarado seco (sin indicios comerciales)
En paralelo, se registran impactos humanos sobre el ecosistema del cañón: se han detectado restos de pesca de arrastre y basura plástica hasta 2.500 m de profundidad.
A pesar de su relevancia ecológica, el cañón submarino carece de una figura legal de protección y de regulaciones estrictas sobre actividades extractivas, lo que, sumado a las dificultades de monitoreo, incrementa la preocupación en el ámbito científico y refuerza la urgencia de conservar este ecosistema poco explorado.